# Rest on Me
Rest on Me è il primo album discografico in studio della cantante Kim Carnes, pubblicato nel 1971.

## Tracce
1. It Takes Time (Shirley Eikhard) – 2:45
2. Sweet Love Song to My Soul (Danny Moore aka Daniel Moore) – 2:49
3. Everything Has Got to Be Free (Bodie Chandler) – 2:54
4. Do You Wanna Dance? (Bobby Freeman) – 2:46
5. I Won't Call You Back (Kim Carnes) – 2:58
6. To Love (Gerry Goffin, Carole King) – 2:54
7. To Love Somebody (Barry Gibb, Robin Gibb) – 3:25
8. Fell in Love with a Poet (Carnes) – 3:06
9. One More River to Cross (Moore) – 2:23
10. You Can Do It to Me Anytime (Baker Knight) – 2:59
11. Rest on Me (Michael McGinnis) – 4:37